# BYD・宋MAX
宋MAX（ソングマックス）とは、BYDが開発したコンパクト多目的車（MPV）。

## 概要
2017年4月に、中国にてティザー画像を公開し、その後同年9月に中国で発売された。

### パワートレイン
発売時に搭載されていたエンジンは1つだけだったが、6速マニュアルまたは6速DCTのいずれかで156hp（116 kW）および240N⋅mのトルクを生成できる1.5リッターターボ付きガソリンエンジンが後に追加された。

### フェイスリフト（2021年）
2020年8月に2021年モデルにフェイスリフトを行い、フロントバンパーとリアバンパーの形状を変更し、新デザインのリアコンビネーションランプを装備した。また、インテリアでは、センターコンソールの12.8インチスクリーンと6人乗りの2 + 2 +2構成と7人乗りの2+ 3 +2構成に更新され、このモデルは、1.5リッターターボ直列4気筒エンジンを搭載し、最大出力160hpおよび245N・mを生成。トランスミッションは6速DCTに変更された。

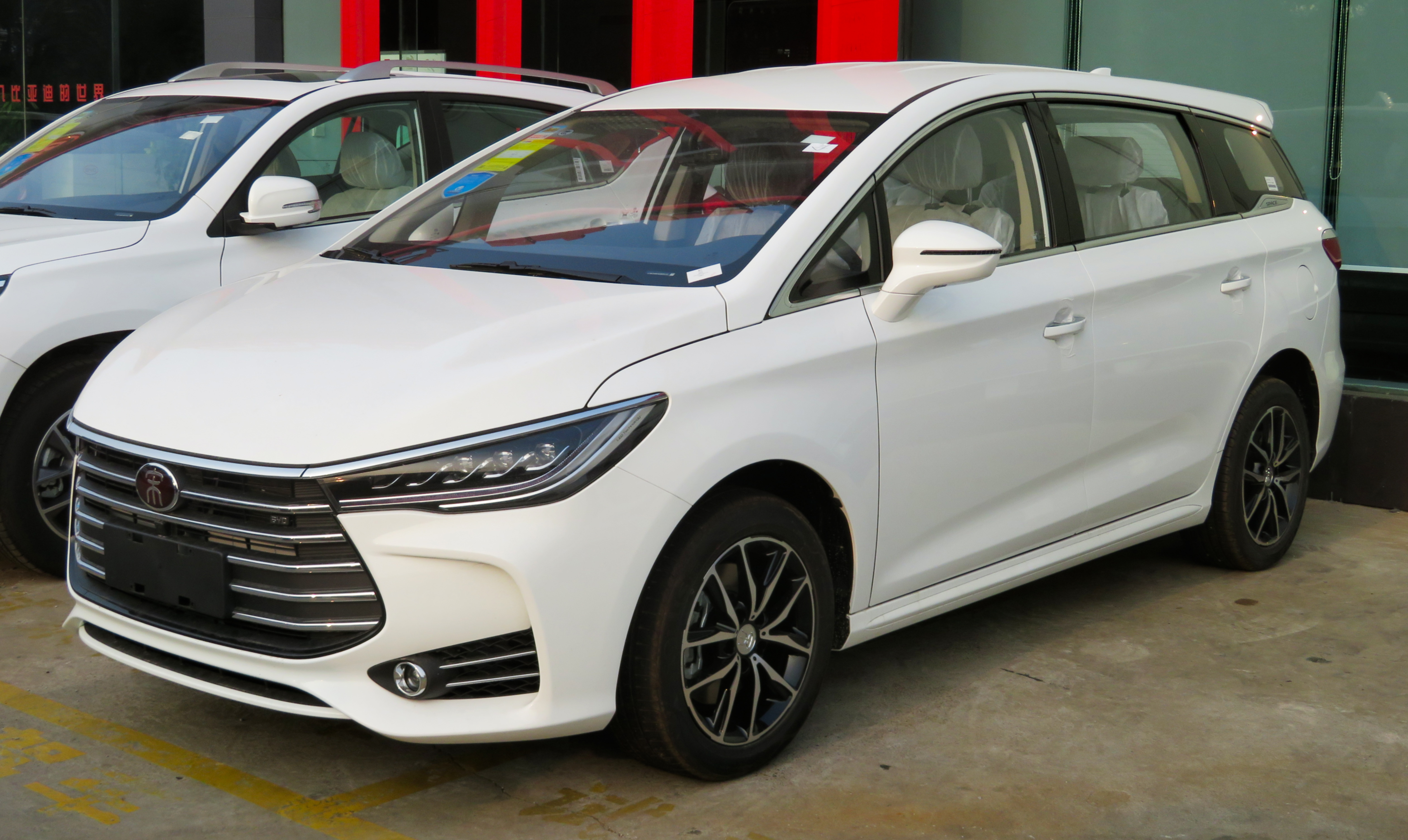
フェイスリフト前モデル フロント
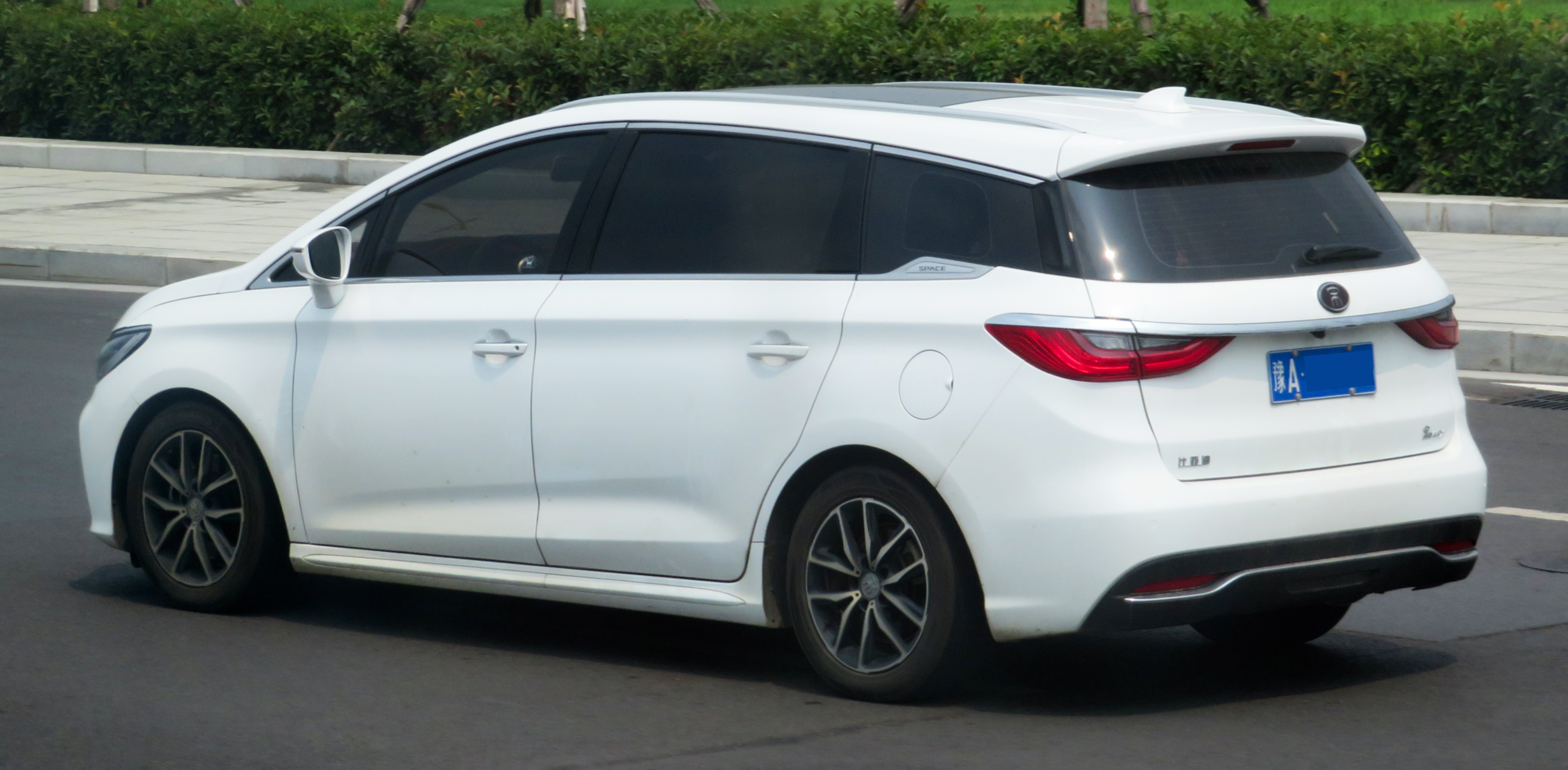
フェイスリフト前モデル リア

## 宋MAX EV
2019年4月の2019上海モーターショーで宋Max EVを発売。
フロントグリルとバッジは専用デザインのものを装備していて、最高速度150 km / hで163 hp（122 kW; 165 PS）を発生する。

## 宋MAX DM
2019年4月の2019上海モーターショーで宋Max DMを発売。
フロントグリルとバッジは専用デザインのものを装備していて、5200rpmで118kW（160 PS; 158 hp）、1600〜4000rpmで245N⋅m（181lb⋅ft）のトルクを発生する1.5リッターエンジンと電気モーターが搭載。 110 kW（150 PS; 148 hp）、250N⋅m（184lb⋅ft）を発生する。